# Conirostrum leucogenys
Conirostrum leucogenys là một loài chim trong họ Thraupidae.